# David Hedison
Albert David Hedison Jr. (cunoscut și ca Al Hedison sau David Hedison, n. 20 mai 1927, Providence, Rhode Island, SUA – d. 18 iulie 2019, Los Angeles, California, SUA) a fost un actor american de film, televiziune și teatru. Este cunoscut pentru rolul căpitanului Lee Crane în seria de televiziune Voyage to the Bottom of the Sea a lui Irwin Allen și cel al agentul CIA Felix Leiter în două din filmele cu James Bond, Live and Let Die și Licence to Kill. 

## Legături externe
- Site web oficial
- David Hedison la Internet Movie Database
- en David Hedison la Internet Broadway Database
- David Hedison la Internet Off-Broadway Database
- Mi6.co.uk Interviews David Hedison[nefuncțională]
- Professional website
- Hedison on the Felix Leiter website
- The Green Girl documentary website
- Bridget Hedison obituary
- Interview with David Hedison at Classic Film & TV Cafe